# Vibrissina albopicta
Vibrissina albopicta är en tvåvingeart som först beskrevs av Jacques-Marie-Frangile Bigot 1889.  Vibrissina albopicta ingår i släktet Vibrissina och familjen parasitflugor. Inga underarter finns listade i Catalogue of Life.